# Hylaeus modestus
Hylaeus modestus là một loài Hymenoptera trong họ Colletidae. Loài này được Say mô tả khoa học năm 1837.